# The Flying Elephants
The Flying Elephants（ザ・フライング・エレファンツ）は日本のロックバンドであり、ビートルズトリビュートバンドである。1973年に結成。1990年メジャーデビュー。1992年にはニューヨークのカーネギーホールで公演を成功させた。「筑豊のビートルズ」と称される。

## メンバー
- 安部米央（あべよねおう）ボーカル・リズムギター
1950年1月7日生。
ジョン・レノンパート。
- 木村康治（きむらこうじ）ボーカル・ベース
1952年2月1日生。
ポール・マッカートニーパート。
- 林徳夫（はやしとくお）コーラス・リードギター
1960年3月21日生。
ジョージ・ハリスンパート。
- 手嶋武文（てしまたけふみ）コーラス・ドラムス 
1954年2月6日生。
リンゴ・スターパート。

## バイオグラフィー
1973年：　安部と木村が出逢い、「The Flying Elephants」結成。当時、動物の名前を使ったバンド名が多く、使われていなかった動物は「象」だけであったことから、重たい象に羽を付けて「飛ぶ象」と命名する。
1989年：　「The Endless」時代を経て、12月25日に「Confident 11」(Voltz Record)を自主制作で発売。
1990年：　「Confident11」が5000枚を完売させ、CD全11曲中9曲がCMに採用される。福岡で注目を浴びる契機となった。12月21日、「Now My Love」でキングレコードよりメジャーデビュー。デビューアルバム「Confident 11」も再発売された。
1992年：　6月24日、セカンドアルバム「SECOND FLIGHT」（キングレコード）発売。10月8日、ニューヨークのカーネギホール公演を成功させる。この公演はドキュメンタリーとしてNHKで全国放送され、そのことがきっかけで全国各地からオファーが殺到する。
1993年：　6月30日、ライブアルバム「The Flying Elephants in N.Y.」（東芝EMI）発売。
1994年：　9月21日、サードアルバム「BRICK ROAD」（東芝EMI）発売。アビー・ロード・スタジオでのレコーディングを経験する。
1997年：　9月21日、自主制作アルバム「Tomorrow」（ABE MUSIC）発売。
2013年：　10月20日、16年ぶり通算5枚目の自主制作アルバム「The Day's After」（JUNGLE RECORDS）発売。
以後も各自の仕事を続けながら、精力的にライブ、イベント出演等を続けている。